# Puente del Ejército
El Puente del Ejército es un puente ubicado sobre el río Rímac, en la ciudad de Lima, capital del Perú. Su estructura une la avenida Alfonso Ugarte del distrito de Lima, con la avenida Caquetá, límite entre los distritos San Martín de Porres y Rímac. Fue inaugurado el 31 de diciembre de 1936, bajo el mandato de Óscar R. Benavides. En década de 1950, fue remodelado durante el mandato de Manuel Odría.

## Historia
En el marco del 400.º aniversario de la fundación de Lima se propuso construir un nuevo puente, el cuarto de la ciudad después del puente de Piedra, el puente Balta y el puente de palo. Se deseaba unir a través de la avenida Bolognesi (actual Alfonso Ugarte) y la antigua Panamericana (ex prolongación Bolognesi, actual avenida Caquetá), al distrito de Lima con la entonces zona limítrofe entre los distritos de Carabayllo (hoy distrito de San Martín de Porres) y Rímac. El diseño original tuvo una estructura de acero de 60 metros de longitud y 13 metros de ancho, fabricada en la planta Gute Hoffnunghuste, la obra fue adjudicada a la firma alemana Ferrostaal-Essen. Su construcción fue realizada entre el Ministerio de Fomento, que gestionó la estructura de acero, y la Junta Pro Desocupados, que se encargó del movimiento de tierra para reducir el cauce del río de 500 a 60 metros. Este proyecto se produjo en el periodo del alcalde de Lima, Luis Gallo Porras.
En setiembre de 1964, se iniciaron los trabajos para reemplazar la estructura del puente en el mandato del Fernando Belaunde Terry, el diseño dado quitó los arcos de los costados, así como se amplió la vía a dos carriles. En 2010, empezó la ampliación de la estructura del puente, bajo el mandato del alcalde Luis Castañeda. Se diseñaron dos puentes paralelos independientes, aguas abajo y aguas arriba del antiguo Puente del Ejército, y con un diseño un poco parecido al original (con arcos). La longitud de los puentes corresponde a 105.05 m y su ancho de 9.10 m. La estructura fue de arco atirantado metálico y tablero de concreto de 200 mm de espesor. La superficie de rodadura de los puentes es una carpeta asfáltica en caliente de espesor 0.05 m y accesos con pavimento flexible compuesto por una carpeta asfáltica en caliente de 0.10m, base granular de 0.25m y una sub base granular de 0.15 m. En 2022, empezó la construcción de la estructura que protegerá las bases del puente, que interconecta el centro de la ciudad con la Panamericana Norte y la vía de Evitamiento.